# L'Aube de Fondation
L'Aube de Fondation est un roman de science-fiction d'Isaac Asimov, paru en 1993. On peut le considérer comme une suite de Prélude à Fondation, auquel il reprend de nombreux personnages. Il fait partie du cycle de Fondation, dont il est le dernier roman écrit par Isaac Asimov. Du point de vue de la chronologie de l'histoire, il se classe toutefois en deuxième position.

## Résumé
An 12 028 de l'Ère Galactique — Aidé par son ami Eto Demerzel, Hari Seldon travaille à l’université de Streeling sur Trantor. Subventionné par l’Empire, il participe au développement de la psychohistoire. Les progrès sont plutôt lents au début, mais Hari a bon espoir qu’un jour la psychohistoire soit applicable.
Un mouvement politique mené par Laskin Joranum, dit Jo-Jo, menace cependant le maintien au pouvoir d'Eto Demerzel. Ce dernier, qui est en réalité un robot, n'arrive plus  à concilier son respect de la loi zéro de la robotique et la nécessité de prendre des décisions affectant l'ensemble de l'Empire. Il ne sait que faire pour contrer la menace Joranumite. C'est alors Hari Seldon qui prend les mesures efficaces, envoyant son fils Raych tendre un piège à Joranum, piège qui aboutit à l'exil de ce dernier. Une fois la crise résolue, Hari Seldon est nommé Premier Ministre de l'Empire par Cléon Ier.
An 12 038 de l'Ère Galactique — Un nouveau complot joranumite se noue sur Trantor. Il vise à faire chuter le gouvernement d'Hari Seldon, en sabotant les infrastructures sur la planètre capitale de l'empire pour augmenter le ressentiment populaire. À nouveau, Hari Seldon envoie son fils Raych comme espion à l'intérieur du mouvement joranumite. Celui-ci est cependant démasqué, drogué et conduit à tenter l'assassinat de son propre père. Il échoue cependant grâce à une agente de l'Empire, Manella Dubanqua. L'empereur Cléon est tout de même assassiné. Hari Seldon doit démissionner et retourne à l'université de Streeling. Une junte militaire prend le pouvoir.
An 12 048 de l'Ère Galactique — Le projet de psychohistoire a fait de grands progrès, notamment grâce à l'aide d'un jeune mathématicien, Tamwile de Sorbh. Hari Seldon et Yugo Amaryl parviennent à faire quelques prédictions concernant le futur proche de l'Empire. Cependant, la junte qui dirige l'Empire voudrait se débarrasser de Hari Seldon pour mieux maîtriser la psychohistoire. Tamwile de Sorbh collabore en secret avec la junte militaire et tente d'assassiner Dors Venabili, la femme et protectrice de Hari Seldon. Cependant, celle-ci a le temps de le démasquer puis de le tuer avant de décéder à son tour. Des émeutes se déclenchent au même moment sur Trantor.
An 12 058 de l'Ère Galactique — Après la mort de Dors Venabili, Raych Seldon, sa femme Manella et leur fille Wanda partent sur Santanni, à 9 000 parsecs de Trantor. Seule Wanda, la fille de Raych reste aux côtés de Hari Seldon. Celui-ci découvre alors que Wanda est dotée de pouvoir mentaux lui permettant d'influer sur l'esprit des gens. Hari Seldon prévoit alors de créer, non pas une Fondation, mais deux, pour assurer l'avènement du Second Empire. La première, visible de tous, sera établie sur Terminus et maîtrisera les sciences physiques. Elle sera composée d'encyclopédistes dont le but sera de rédiger l'Encyclopedia Galactica, recueil recensant toutes les connaissances humaines et sera amenée à terme à dominer la galaxie. La seconde, secrète, sera établie à Star's End et sera spécialisée dans les sciences mentalistes et dans la psychohistoire. Elle sera chargée de vérifier que le développement de la Première Fondation se déroule comme prévu dans le plan Seldon.
An 12 069 de l'Ère Galactique, soit l'an I de l'Ère de la Fondation — Hari Seldon décède sur Trantor.